# الفلسفة المدرسية الجديدة

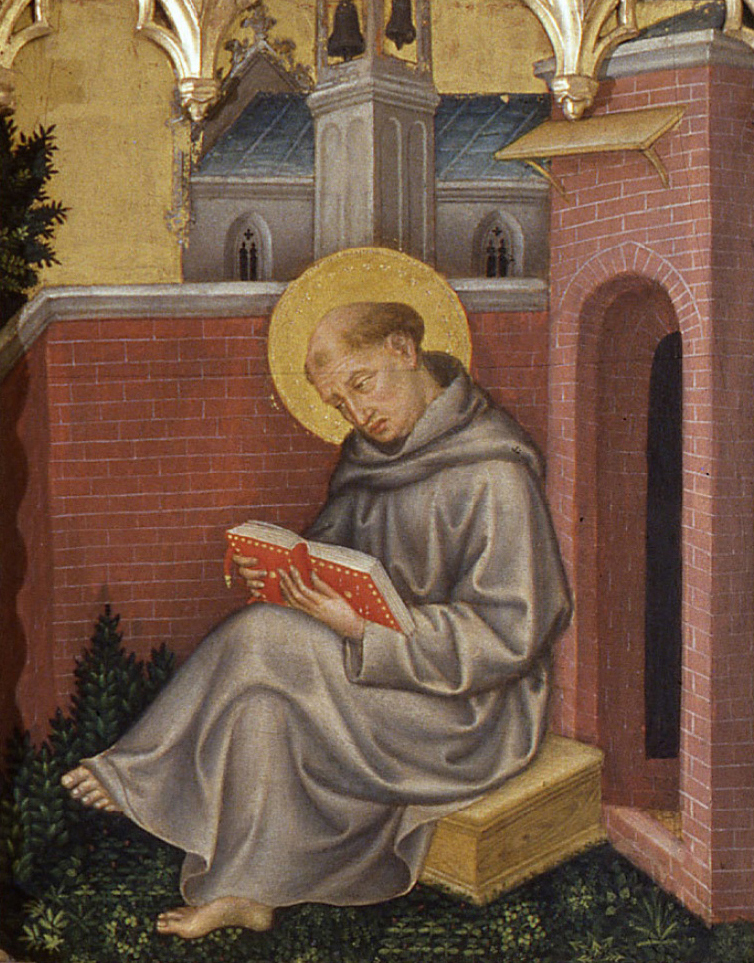
توما الأكويني

الفلسفة المدرسية الجديدة أو تسمى أيضاً الاسكولائية الجديدة كما تُعرف أيضًا باسم الفلسفة المدرسية التومانية الجديدة أو التومانية الجديدة، نظرًا لتأثير كتابات توما الأكويني في الحركة، هي إعادة إحياء وتطوير لفلسفة العصور الوسطى المدرسية المتعلّقة باللاهوت الروماني الكاثوليكي والفلسفة في النصف الثاني من القرن التاسع عشر. ومن أعلامها جوزيف كلوتجن ودزيريه مرسييه وجوزيف مارشال وجاك ماريتان وإتيان جيلسون وآخرون .

## الأصول
أصبحت الفلسفة المدرسية المنهجية المعيارية المقبولة للفلسفة واللاهوت خلال فترة العصور الوسطى. تراجعت الفلسفة المدرسية مع ظهور الإنسانية في القرنين الخامس عشر والسادس عشر، واعتبرها البعض لاحقًا جامدة وشكلية. «وعلى الرغم من ذلك، لم تختف الفلسفة المدرسية بشكل كامل. انطلقت حركة مهمّة للإحياء التوماني خلال القرن السادس عشر، فأثرت الأدب الفلسفي المدرسي بالعديد من المساهمات البارزة. كان كلّ من توماس دي فيو كاجيتان (1469- 1534) وغابرييل فاسكيز (1551- 1604) وفرنسيسكو دي توليدو (1532- 1596) وبيدر ودا فونسيكا (1528- 1599) وخصوصًا فرنسيسكو سواريز (1548- 1617) مفكرين عميقين وجديرين بتبنّي مبادئ الأساتذة العظماء». علاوة على ذلك، أكّد الراهب الدومينيكاني جاي. إيه. ويشيبل على استمرارية الفلسفة المدرسية التومانية ضمن الدومينيكانية منذ زمن الأكويني؛ «لطالما كانت التومانية موجودة في الدومينيكانية على الرغم من تقلّص دورها نتيجةً للأضرار الناجمة عن الإصلاح والثورة الفرنسية والاحتلال النابليوني. ألزم كلّ من التشريع المكرر للفصول العامة الذي بدأ بعد وفاة القدّيس توما ودساتير النظام جميع الدومينيكيين بتعليم مذاهب القدّيس توما في الفلسفة واللاهوت». استُمدّت الاستمرارية التاريخية طويلة الأمد للفلسفة المدرسية الدومينيكانية والفلسفة المدرسية الجديدة من قائمة الأشخاص المقترنين بالجامعة البابوية الخاصّة بالقدّيس توما الأكويني.
في منتصف القرن التاسع عشر، ازدهر الاهتمام بالفكر والمنهجية الفلسفية المدرسية مجددًا في الأوساط الرومانية الكاثوليكية، وذلك غالبًا كردّ على «الحداثة» التي روّج لها ديكارت وكانط وهيغل واعتُبرت مناوئة للمذهب المسيحي. لم تُحدّد معاني ومعتقدات الحداثة اللاهوتية الأساسية بدقة، إذ مثّلت الحداثة في المقام الأول «مجموع كل الهرطقات» التي حاربتها روما في عام 1907. علاوة على ذلك، بقيت الحداثة عدوًّا مفترضًا للفلسفة المدرسية الجديدة خلال أواخر القرن التاسع عشر وأوائل القرن العشرين، لذا حدثت العديد من التغييرات على المواضيع التي تعرضت للهجوم على مر العقود. ومع ذلك، يمكن اكتشاف السمات الفكرية المشتركة. تضمّنت هذه السمات (1) الاعتقاد باستمرارية الوحي حتّى الوقت الحاضر، أي أنه لم يتوقّف عند وفاة الرسول الأخير؛ (2) الاعتقاد بعدم ثبوتية العقائد وقابلية تغيير الصيغ العقائدية الكنسية في التأويل والمضمون؛ (3) استخدام المنهجية الحرجة تاريخيًا في التأويل الإنجيلي.
يرى العديد من المفكّرين بأنه لا سبيل للتغلّب على مخاطر الحداثة سوى بالعودة الكاملة إلى اللاهوت الفلسفي المدرسي. انصبّ الاهتمام الكاثوليكي بصورة خاصة على عالم اللاهوت توما الأكويني في القرن الثالث عشر، إذ بقي الفكر الكاثوليكي مخلصًا لكتاباته التي اعتُبرت بمثابة التعبير الأسمى عن الفلسفة واللاهوت.
بدأ الأمر بقوّة في إيطاليا في البداية. «كان الكاهن غايتانو سانسيفيرينو (1811-1865) في نابولي الرائد المباشر لحركة الفلسفة المدرسية الجديدة في إيطاليا». وكان اليسوعي الألماني جيه. كلاوتجن (1811-1883) الذّي درّس في روما أحد الشخصيات المؤثرة في دفاعه عن لاهوت وفلسفة ما قبل الحداثة، وفي حجّته القائلة بأن الأساس الفلسفي ما بعد الديكارتي مضعف للعقيدة الكاثوليكية، إضافة إلى توصياته بحاجة الكنيسة في الوقت الحالي إلى لاهوت الأكويني المبني على الأسلوب العلمي الأرسطي. تأسست «أكاديمية القديس توما» في عام 1874 واستمرت بنشر بحث بعنوان «العلم الإيطالي» حتّى عام 1891. أنتجت أيضًا العديد من الأعمال لجيوفاني ماريا كورنولدي (1822-1892) وجوزيبي بيتشي وتوماسو ماريا زيغلارا (1833-1893) وساتولي (1839- 1909) وليبراتوري (1810-1892) وباربيريس (1847-1896) وشيفيني (1841-1906) ودي ماريا وتالامو ولورينزيلي وباليريني وماتوسي وآخرين. ركّز الكتّاب الإيطاليون بدايةً على السمات الميتافيزيقية للفلسفة المدرسية بشكل خاص، لكنّهم لم يعيروا العلوم التجريبية وتاريخ الفلسفة الاهتمام ذاته.
بدأ الدعم البابوي لمثل هذه الاتجاهات في عهد البابا بيوس التاسع الذي عبّر عن أهمية الحركة في خطابات عدّة. بشّرت عقيدة الحبل بلا دنس (1854) ومنهج الأخطاء (1864) والإعلان عن العصمة البابوية (1870) بالتحوّل عن الأشكال الحداثية للفكر اللاهوتي.
ترافق إصدار البابا ليو الثالث عشر لمنشوره البابوي «الأب الأبدي» في 4 أغسطس من عام 1879 مع حدوث اللحظة الأهم في مسيرة انتشار الحركة. حدّد «الأب الأبدي» ما يمكن اعتباره مبادئ الفلسفة المدرسية الجديدة، وشكّل حافزًا لتقديم الدعم المتزايد للفلسفة المدرسية الجديدة. دعا إلى «استعادة الفلسفة المسيحية استنادًا إلى روح القديس توما».

## المبادئ الرئيسية
«تتسّم الفلسفة المدرسية الجديدة بالتحقيق المنهجي والدّقة التحليلية والمصطلحات الواضحة والحجج المنبثقة عن المبادئ الأولى وعلى رأسها اعتبار الحقيقة الموضوعية واقعية وقابلة للمعرفة على حد سواء». سعت الفلسفة المدرسية الجديدة إلى استعادة المذاهب الأساسية المتجسّدة في الفلسفة المدرسية خلال القرن الثالث عشر. يمكن إيجاز المفاهيم الأساسية على النحو التالي:
1. يختلف الله أو الحقيقة المطلقة أو الكمال المطلق عن كلّ ما هو محدود اختلافًا جوهريًا؛ هو الوحيد القادر على خلق وحفظ جميع الكائنات باستثناء نفسه. تشمل معرفته المطلقة كلّ ما كان وموجود وسيكون، وكلّ ما هو ممكن.
2. أما بالنسبة لمعرفتنا بالعالم المادي: يُعتبر كلّ ما هو موجود موضوعًا متفرّدًا ومتحفّظًا. أما بالنسبة إلى جوهر الحقيقة القائمة بذاتها، كشجرة البلوط على سبيل المثال، تُضاف حقائق أخرى (حوادث) كالحجم والشكل والخشونة وما إلى ذلك. تُعتبر جميع أشجار البلوط متشابهة ومتطابقة بالفعل من حيث بعض العناصر المكوّنة. عند النظر إلى هذا التشابه بل التطابق، يعمل ذكائنا البشري على تجميعها في نوع واحد نظرًا لخصائصها المشتركة. إنه الحل الأرسطي لمسألة العموميات. يُعتبر كل موضوع ثابت ومحدّد بطبيعته؛ لا يوجد ما هو أبعد عن روح الفلسفة المدرسية أكثر من نظرية التطور التي تنظر إلى جوهر الأشياء كنتاج للتغيير.
3. ينفّذ الإنسان المركّب من الجسد (المادة) والروح (الشكل) أنشطة الرتب العليا -المعرفة والإرادة. يدرك الأشياء الملموسة بواسطة حواسه. على سبيل المثال، يدرك شجرة البلوط بمفهومها المجرد والشامل من خلال فكره. تعتمد جميع أنشطتنا الفكرية على الوظيفة الحسية؛ يزوّد الفكر النشط الإمكانية الفكرية بالتمثيل المجرد للموضوع المحسوس. تقوم الحجة الرئيسية لروحانية وخلود الروح على سمات الفكرة وعدم ماديتها. وهذا أيضًا أساس المنطق ونظرية المعرفة ومبرر أحكامنا وقياساتنا.تتبع العملية الترغبية الحسية أو الفكرية المعرفة حسب نوعها. تُعتبر الإرادة حرّة ضمن ظروف معيّنة، إذ يُعتبر الإنسان سيّد مصيره بفضل هذه الحرية. نحن ملزومون بهدف وملتزمون أخلاقيًا مثل جميع الكائنات الأخرى، على الرغم من أننا غير مجبرين على بلوغها.

تنتج السعادة الطبيعية عن تطور قوات المعرفة والمحبة الخاصة بنا بشكل كامل. علينا البحث والوصول إلى الله في هذا العالم المادي الذي يُعتبر الهدف الحقيقي لذكائنا. يعلو ترتيب النعم فوق الطبيعة، وسنحصل على سعادتنا فوق الطبيعية من الحدس المباشر لله؛ الرؤية المثلى. هنا تنتهي الفلسفة ويبدأ اللاهوت.